# Rhimphoctona idahoensis
Rhimphoctona idahoensis är en stekelart som först beskrevs av Davis 1898.  Rhimphoctona idahoensis ingår i släktet Rhimphoctona och familjen brokparasitsteklar. Inga underarter finns listade i Catalogue of Life.